# 瑟兰河畔阿奈
瑟蘭河畔阿奈（法語：Annay-sur-Serein，法語發音：[anɛ syʁ səʁɛ̃]）是法国勃艮第-弗朗什-孔泰大区约讷省的一个市镇，属于阿瓦隆区。

## 地理
瑟兰河畔阿奈（47°43'45"N, 3°57'35"E）面积27 平方千米，位于法国勃艮第-弗朗什-孔泰大區约讷省，该省份为法国中北部内陆省份，西接卢瓦雷省，西北接塞纳-马恩省，南至涅夫勒省，东临科多尔省，东北与奥布省接壤。
与瑟兰河畔阿奈接壤的市镇（或旧市镇、城区）包括：伊鲁埃尔、弗雷讷、莫莱、努瓦耶、圣韦尔蒂。

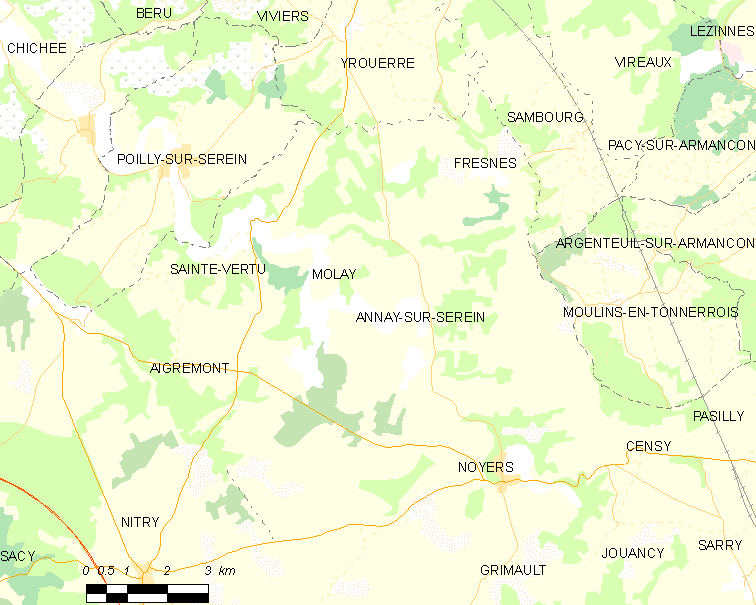
瑟兰河畔阿奈的OSM定位图

瑟兰河畔阿奈的时区为UTC+01:00、UTC+02:00（夏令时）。

## 行政
瑟兰河畔阿奈的邮政编码为89310，INSEE市镇编码为89010。

## 政治
瑟兰河畔阿奈所属的省级选区为沙布利县。

## 人口

1962-2008年间瑟兰河畔阿奈人口变化图示

瑟兰河畔阿奈于2022年1月1日时的人口数量为203人。